# Юрченко, Иосиф Лукьянович
Иосиф Лукьянович Юрченко (14 октября 1911, селе Голое, Воронежская губерния — 15 октября 1987, Ростов-на-Дону) — сапёр 926-го отдельного корпусного батальона, красноармеец.

## Биография
Родился 14 октября 1911 года в селе Голое (ныне — село Шевченково Кантемировского района Воронежской области). Украинец. Окончил 3 класса. Работал в конторе по заготовке скота. В 1933—1936 годах проходил срочную службу в Красной Армии. После увольнения в запас переехал в Северную Осетию. Жил в селе Чикола Ирафского района, работал плотником в леспромхозе.
В боях Великой Отечественной войны — с ноября 1941 года. К лету 1944 года красноармеец Юрченко воевал сапёром 926-го отдельного корпусного батальона 4-го гвардейского стрелкового корпуса.
1 августа 1944 года под пулемётно-миномётным огнём переправил на лодке через реку Висла в районе города Магнушев 60 бойцов, два станковых пулемёта, четыре противотанковых орудия, десять ящиков патронов. На обратном пути перебросил с занятого нашими частями плацдарма 15 раненых бойцов. Приказом по 4-му гвардейскому стрелковому корпусу от 15 августа 1944 года красноармеец Юрченко Иосиф Лукьянович награждён орденом Славы 3-й степени.
Беспримерный героизм проявил сапёр Юрченко при форсировании реки Одер, прорыве обороны вражеских войск и в наступательных операциях на Берлин. 15 января 1945 года при прорыве глубокоэшелонированной немецкой обороны в районе населённого пункта Гловачув в 25 км восточнее города Бялобжеги, находясь в боевых порядках пехоты, Юрченко под огнём проделал 4 прохода в минных полях противника, обезвредив до 40 мин и обеспечив продвижение пехоты. Приказом по 8-й гвардейской армии от 4 февраля 1945 года красноармеец Юрченко Иосиф Лукьянович награждён орденом Славы 2-й степени.
В дальнейшем участвовал в штурме Берлина. 1 мая 1945 году в бою в центре Берлина Юрченко с группой бойцов под сильным ружейно-пулемётным огнём проделал проход в баррикаде, преграждавшей улицу и затруднявшей продвижение наших стрелков. Наши пехотные подразделения и самоходные орудия пошли в этот проход и начали подавлять огневые точки врага.
Указом Президиума Верховного Совета СССР от 15 мая 1946 года за исключительное мужество, отвагу и бесстрашие, проявленные в боях с вражескими захватчиками, красноармеец Юрченко Иосиф Лукьянович награждён орденом Славы 1-й степени. Стал полным кавалером ордена Славы.
В октябре 1945 года сержант Юрченко был демобилизован. Вернулся в Северную Осетию. Жил и работал в селении Чикола. С 1967 года — на пенсии. В конце 1970-х годов переехал в город Ростов-на-Дону. Скончался 15 октября 1987 года.
Награждён орденами Отечественной войны 1-й степени, Славы 3-х степеней, медалями.